# Bertil Östberg
Nils Bertil Östberg, född 22 november 1948 i Falun, är en svensk liberal politiker som 2006–2014 var statssekreterare på utbildningsdepartementet åt utbildningsminister Jan Björklund. Han har varit gift med Maria Arnholm.

## Utbildning och tidiga engagemang
Efter gymnasiet studerade Östberg vid Uppsala universitet, där blev filosofie kandidat och tog en ekonomexamen. Han engagerade sig i Folkpartiets ungdomsförbund och hade uppdrag i organisationer som Sveriges elevers centralorganisation och Studieförbundet Vuxenskolan. 
I slutet på 1970-talet bodde han i ett kollektiv av unga folkpartister på Klippvägen 8 i Lidingö. 1981–1984 hade Östberg anställning som ekonomichef på Förbundet Adoptionscentrum.

## Politisk karriär
I ungdomsförbundet blev Östberg dess förbundssekreterare 1978–1981. Åren 1984–1986 var han politisk sekreterare på Folkpartiets riksdagskansli. 1986–1991 följde arbete som ekonomichef i Folkpartiet och från och med 1989 även biträdande partisekreterare.
1986–2006 var Östberg ordförande, vice ordförande eller ledamot i olika kommunala nämnder i Lidingö kommun. 1988–2006 blev han ledamot av kommunfullmäktige i Lidingö.
1991–1994 övergick Östberg till Stockholms stad som biträdande finanssekreterare. Därefter arbetade han i stadsdelar och socialdistrikt i Stockholms stad, bland annat som socialchef, äldreomsorgschef och ekonomichef för att under åren 2000–2006 vara stadsdelsdirektör i Stockholms stad, först i Älvsjö och från 2002 i Bromma.